# 楊登
楊登（1495年—1554年），字子先，陝西西安府咸寧縣人，軍籍，明朝政治人物。

## 生平
正德十四年（1519年）己卯科陝西鄉試第十四名舉人，嘉靖十一年（1532年）中式壬辰科會試第五十一名，三甲第八十一名進士。大理寺觀政，授富順縣知縣，丁憂，服闋，起為陽城縣知縣，升工部主事，管荊關工部抽分廠。

## 家族
曾祖楊名；祖父楊經；父楊錦。母姚氏；繼母王氏。重慶下。弟楊發、楊祭、楊詧。